# エシュズオルンミラ
『エシュズオルンミラ』（Esh's Aurunmilla）は、前作『インター・ステラ』に続いて、1984年に船井電機、学研から発売されたレーザーディスクゲーム。

## 解説
4方向レバーとボタンで主人公を操作する。操作は『ドラゴンズレア』、舞台は『スペースエース』に近い内容だが、方向指示があり、オープニングで説明が出る。指示のタイミングが合わないとミスとされ、ライフが1つ減る。ライフが0になったらゲームオーバーとなる。全ステージをクリアするとオールクリアとなり、エンディングが見られる。ダン・デービスの声は曽我部和行が演じている。

## 移植
- MSX